# Aranès
L'aranès o aranés (en aranès: aranés) és la varietat de la llengua occitana parlada a la Vall d'Aran, al nord-oest de Catalunya. És la llengua pròpia d'aquesta entitat territorial singular, així com un dels tres idiomes oficials de Catalunya conjuntament amb el català i el castellà. És un dialecte de l'occità gascó, afí a les varietats de Comenge.
A la Vall d'Aran és la llengua vehicular de l'ensenyament del 1984 ençà. A més, el Parlament de Catalunya va aprovar el setembre del 2010 una llei que oficialitza la llengua occitana al conjunt de Catalunya i que atorga més drets a l'aranès i als seus locutors. Aquesta llei preveu de fer de l'Institut d'Estudis Aranesi, el president del qual és actualment l'escriptor occitanista Jèp de Montoya, l'autoritat lingüística pel que fa a l'occità aranès.

## L'aranès, varietat gascona
L'aranès pertany al gascó, parlar occità o llengua independent lligada a aquest. L'aranès és al gascó el que és el rossellonès al català, és a dir un parlar de transició. Triplement: cap al llenguadocià pirinenc, en particular a la part oriental del territori (jos, naut, vida, forma, ora, arturar; plurals masculins en -i, etc), cap al català ribagorçà i pallarès (vides, manar, demanar aquest darrer antiquat en gascó), i cap a l'aragonès (nhèu...). A més, a Aran com enjondre a Occitània, cada vilatge té el seu parlar, així l'aranès se subdivideix en diversos parlars. Com que la Vall d'Aran és un país de muntanya on les diferències es manifesten clarament d'un vilatge al vilatge veí, sovint cal posar en relació aquestes diferències amb les oposicions que separen el dialecte comengès i el dialecte coseranès dellà de la frontera (per ex.ostieu/ostiu contra estiu).
La situació geogràfica i l'adscripció geopolítica de la vall fa que presenti certes característiques que només apareixen a una àrea reduïda del gascó.
Per exemple fa servir l'article gascó pirinenc: eth (m.sg.), er (m. sg. + vocal. S'empra 'eth' davant H encara que no es pronunciï pas més en la major part d'Aran), era (f. sg.) i es (m/f. pl.), generalment s'hi conserva una pronúncia [a] (amb certs matisos) de la -a final àtona, forma els plurals femenins en -es (es hemnes) i els plurals masculins sensibles es fan en -i (es aranesi).

## Taules comparatives de llengües romàniques
Quadre comparatiu del gascó amb altres llengües romàniques:
| LLATÍ     | francès | italià   | castellà | català  | portuguès | gascó   |
| --------- | ------- | -------- | -------- | ------- | --------- | ------- |
| FESTA     | fête    | festa    | fiesta   | festa   | festa     | hèsta   |
| LUNA      | lune    | luna     | luna     | lluna   | lua       | lua     |
| MELE      | miel    | miele    | miel     | mel     | mel       | mèu     |
| CASTELLUM | château | castello | castillo | castell | castelo   | castèth |
| ILLA      | elle    | lei      | ella     | ella    | ela       | era     |
| RIDERE    | rire    | ridere   | reír     | riure   | rir       | arrir   |
| CAPRA     | chèvre  | capra    | cabra    | cabra   | cabra     | craba   |

Algunes diferències entre el gascó estàndard i l'aranès:
| Gascó            | Aranès         | Català               |
| ---------------- | -------------- | -------------------- |
| nosauts, vosauts | nosati, vosati | nosaltres, vosaltres |
| aqueste/a        | aguest/a       | aquest/a             |
| ací              | aciu           | ací, aquí            |
| nueit            | net            | nit                  |

## Codi escrit
Es fa servir la grafia següent:
- o, ó: es pronuncia com la "u" [u] del català, Arró. Ni en aranès ni en la resta de l'occità existeix el so de la o tancada [o].
- ò: amb accent greu es pronuncia "o" oberta [ɔ], com en català, Vilamòs.
- u, ú: es pronuncia com la "u" [y] del francès: Salardú. A la part final d'un diftong, es pronuncia "u" [w] com en català mau 'mal, malament'.
- è: amb accent greu es pronuncia "e" oberta [ɛ] com en català o francès: Aubèrt.
- lh: es pronuncia com en portuguès i com la "ll" [ʎ] del català o dels parlars no-ieistes del castellà: Vielha.
- nh: es pronuncia com en portuguès, la "ny" [ɲ] en català, "ñ" en castellà o "gn" en francès i italià: Unha.
- sh, ish: es pronuncia com "x/ix" [ʃ] del català, portuguès i basc o en francès "ch": peish 'peix'.
- th: es pronuncia sempre com una "t" [t], o [t͡ʃ] ("tx" catalana) en qualques municipis del nord de la vall.
- h: és muda, però en qualques municipis del nord de la vall es pronuncia aspirada [h]: hum [hym] 'fum'
- n: és muda en els plurals de mots que tenen "n" final en singular: un camin > dus camins [y kaˈmi > dys kaˈmis]. En la resta de mots, en posició final aquesta és pronunciada [ŋ]: cançon [kanˈsuŋ] 'cançó', accion [ak.ˈsjuŋ] 'acció' i en els plurals: > ues accions [yes ak.siˈuŋs] 'unes accions'.

## Fonologia
Entre les característiques que defineixen l'aranès dins l'occità hi ha els trets següents típicament gascons:

### Característiques generals del gascó
- Llatí F > H (tret compartit amb el castellà):
  - focus /ˈfokus/ > huec /(h)wek/ (foc)
  - ferrum /ˈferːum/ > hèr /(h)eɾ/ (ferro)
- Llatí LL > TH (interna o final) o R (en posició intervocàlica):
  - vitellu > vedèth /beˈdɛt(ʃ)/ (vedell), aqueth audèth (aquell ocell)
  - ille > eth /et(ʃ)/ (/edʒ/ o /etʃ/ davant vocal o aspiració) (article definit sing. masc.)
  - ille > er /eɾ/ (article definit sing. masc.; usat abans mots començats amb vocal)
  - illa > era /eɾa/ (article definit fem. sing.)
- Pèrdua de N en posició intervocàlica (tret compartit compartit en part amb el galaicoportuguès):
  - Llatí luna > lua (lluna)
  - Llatí ūna > ua (una)
  - Llatí farīna > haria (farina), jolh (genoll)

ex. :Pera hièstra deth graèr que podem veir era lua de gèr (Per la finestra del graner podem veure la lluna de gener)
- Metàtesi de -R: 
  - Llatí ventĕr > vrente /'bɾente/ (ventre)
  - Llatí vesper > vrèspe /'bɾεspe/ (vespre)
- Desenvolupament de A- prostètic davant de R- inicial, fa doblar la R:
  - Llatí recognōscō > arreconéisher (reconèixer)
  - Llatí rīdēre > arríder (aranès arrir) (riure)

ex. :Er arrat que minge er arradim que nade laguens der arriu (La rata que menja el raïm que neda dins el riu)
- Vocalització de -L en posició final en [u̯]: malum > mau /maw/ 'mal', sau, 'sal'; ostau, 'casa'; mèu, 'mel'...
- Betacisme (inexistència del fonema /v/ i substitució d'aquest per /b/ o /β/) (tret compartit amb el llenguadocià, el castellà i gran part del català).

### Trets específics de l'aranès
- Desaspiració de la /h/ aspirada gascona > aranès ∅ (exceptat als municipis de Bausen i Canejan, en què hi roman [h])
  - Gascó huec /hwek/ (foc) > Aranès huec /wek/ (a Bausen i Canejan, /hwek/)
- Gascó -AS pronunciat i escrit -ES (tret compartit amb el bloc occidental del català):
  - Gascó hemnas > hemnes /ˈennes/ (dones)
  - Gascó parlas > parles /ˈpaɾles/
- Plurals de noms acabats en -A esdevenen -ES: era pèira → es pèires (les pedres) (tret compartit amb el bloc occidental del català)
- La /b/ intervocàlica escrita U i pronunciada [w]:
  - Gascó: cantava /kanˈtaba/
  - Aranès: cantaua /kanˈtawa/ (tret compartit amb una part del gascó, bearnès)
- Reducció del plural dels articles definits plurals:
  - Gascó: eths, eras
  - Aranès: es /es/ (plural masculí i femení)

## Construccions particulars
Construcció causativa hè a + infinitiu : hè a pagar (fer pagar, cobrar una venda), hè a còder es truhes (fer coure les patates). En alguns casos es construeix sense a en l'ús causatiu: hè quèir (enderrocar, fer caure una casa, etc.).

### Negació
La construcció negativa és non + V + cap/pas/bric. Aquest ús de cap, en occità, és propi del gascó pirinenc oriental.
La negació amb cap en català pot sentir-se, segons el DCVB, en una àrea pirinenca que va d'Andorra fins a la Ribagorça, incloent-hi la Conca de Tremp i l'Alt Urgell.

### Expressió de l'hora
Era hèsta que comence tàs quate, o al nord, Era hèsta que comence a quate ores.

## Sociolingüística

### Ús de la llengua
Els canvis soferts per la vall arran de la seva orientació cap al sud després de l'obertura del Túnel de Vielha i sobretot el desenvolupament del turisme, han generat una arribada massiva de migrants originaris, al principi, de la resta de l'Estat espanyol i després d'altres països que ha comportat canvis dràstics en els usos lingüístics dels aranesos. L'occità es veié confrontat de manera creixent a l'espanyol i al català, perdent aleshores l'hegemonia dels segles passats. Les taules següents donen una idea de l'ús de l'aranès.
|                                                    | 1996        | 1996             | 2001        | 2001  |
| Xifres absolutes                                   | Percentatge | Xifres absolutes | Percentatge |       |
| -------------------------------------------------- | ----------- | ---------------- | ----------- | ----- |
| El comprèn                                         | 6.295       | 90,05            | 6.712       | 88,88 |
| El sap parlar                                      | 4.534       | 64,85            | 4.700       | 62,24 |
| El sap llegir                                      | 4.145       | 59,29            | 4.413       | 58,44 |
| El sap escriure                                    | 1.746       | 24,97            | 2.016       | 26,69 |
| Font: IDESCAT, Cens lingüístic de l'aranès de 2001 |             |                  |             |       |

Gairebé el 90% dels aranesos l'entenen i un 65% el poden parlar. Malgrat tot, es troba en una clara situació de minorització en relació al castellà i al català.
| Llengua materna                  | 38,8% | 34,2% | 19,4% | 7,6% |
| A la llar (de manera exclusiva)  | 35,3% | 25,8% | 13,0% | s/d  |
| A la llar (amb altres llengües)  | 50,7% | 40,3% | 24,6% | 3,8% |
| A la feina (de manera exclusiva) | 30,8% | 9,2%  | 7,9%  | s/d  |
| A la feina (amb altres llengües) | 63,1% | 34,6% | 43,9% | 1,8% |

### Ensenyament

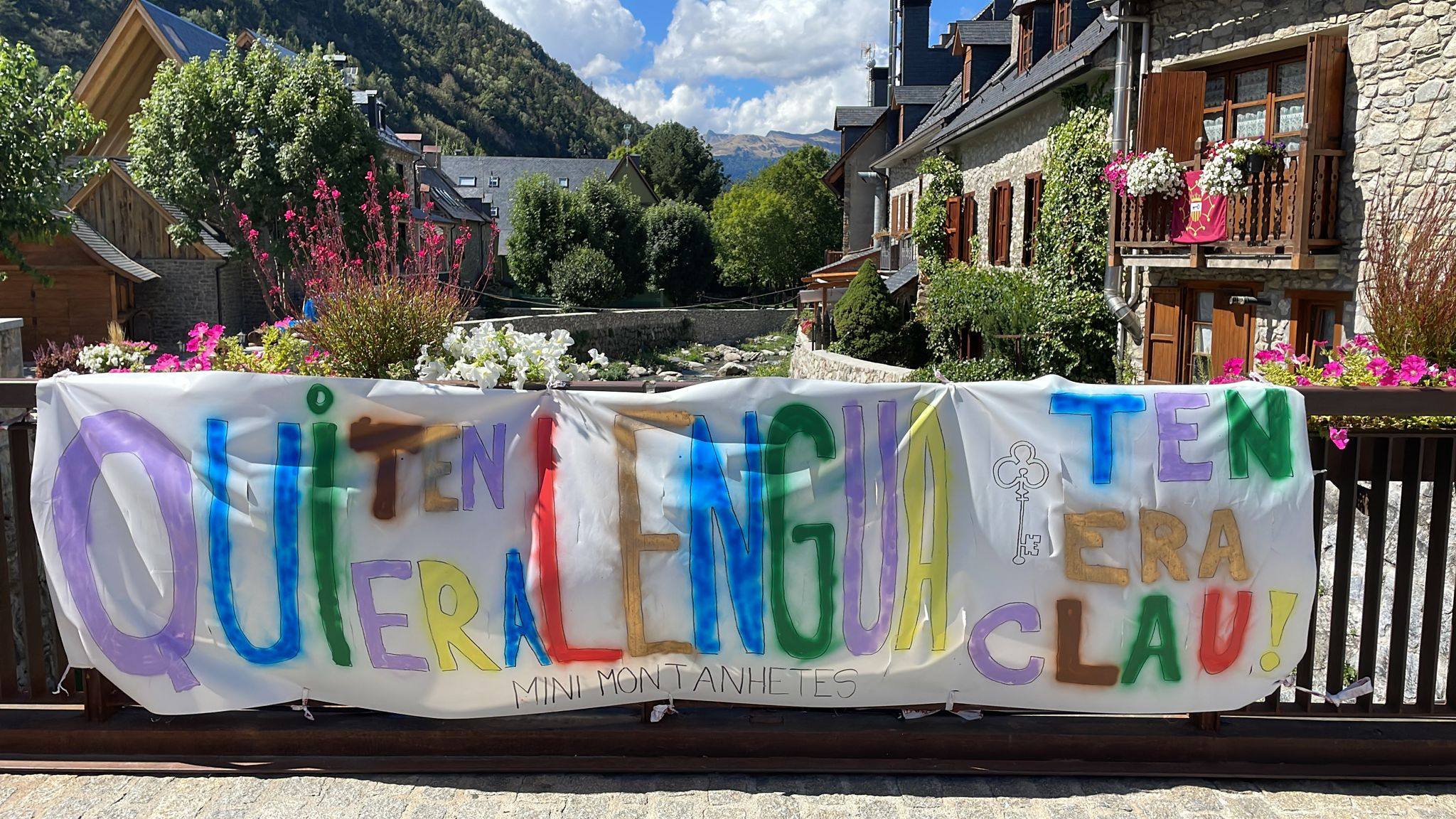
Pancarta reivindicativa de la llengua aranesa amb la frase de Frederic Mistral «Qui té la llengua té la clau»

Pel que fa a l'ensenyament, la llengua occitana és present, juntament amb la catalana, la castellana, i l'anglès i opcionalment el francès en el sistema escolar de la vall, en tots els nivells obligatoris. La presència de l'aranès en els ensenyaments superiors com per exemple batxillerat, en canvi, és pràcticament nul·la: l'aranès és assignatura optativa i els alumnes no se'n poden examinar a la selectivitat. A més, s'ofereixen cursos d'aranès per a adults tant a la Vall d'Aran com a Barcelona, Lleida i Madrid. Tot i així, la posició feble respecte del català i el castellà fa que la pervivència no estigui garantida.

### Mitjans de comunicació
Pel que fa als mitjans de comunicació, l'aranès no disposa de mitjans de comunicació de masses propis, així doncs depèn de la programació de les cadenes i emissores principatines. Tanmateix, un conveni amb la xarxa de televisions locals ha permès la creació d'AranTV, un espai de mitja hora de durada amb una entrevista i un parell de notícies, dutes a terme pel Conselh Generau d'Aran. El Punt Avui publicà durant dos períodes els anys 1990 i 2000 un suplement setmanal en aranés, Aué.
Actualment, TV3 emet un telenotícies, Meddia aranés de quinze minuts de durada presentat per la periodista Ares Rius, i Catalunya Ràdio ofereix en desconnexió diversos programes. El diari digital Jornalet i la revista Sapiença també publiquen articles i notícies en la variant aranesa de l'occità.

### Vida quotidiana
Pel que fa a la retolació, l'aranès n'és la llengua prioritària. A l'església, a despit de disposar de materials com aquells oferts per Mn Jusèp Amiell, l'aranès és una llengua poc utilitzada: a Vielha tan sols es diu missa en aquesta llengua un cop per setmana.

## Normativització

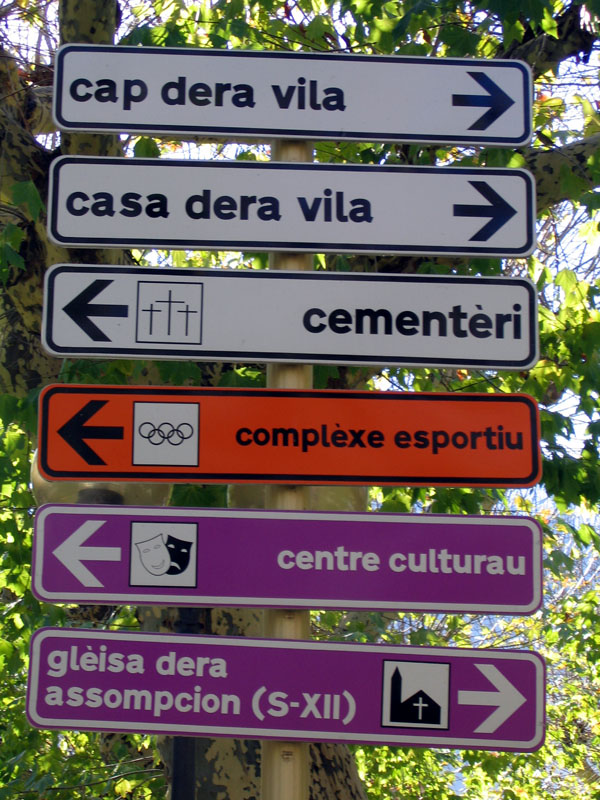
Senyalització en aranès a Bossòst (Vall d'Aran)

L'aranès està normativitzat segons la norma clàssica i unitària de l'occità, definida inicialment per Loís Alibèrt i ara gestionada pel Consell de la Llengua Occitana (CLO). Les normes del CLO són reconegudes oficialment pel Consell General d'Aran (i doncs per l'Oficina de Foment e Ensenhament der Aranés) des del 1999.
Però alguns detalls de l'adaptació d'aquesta normativa a l'aranès són diferents de l'ús preferencial de les altres varietats gascones: les peculiaritats araneses són en teoria possibles també en altres varietats de gascó, però en la pràctica s'usen només en aranès, ja que la resta del gascó prefereix solucions més unitàries. Essencialment es tracta:
- de la forma de plural femení en -es en comptes de la grafia -as que és més unitària i englobant (podent pronunciar-se [es/ɔs/as] segons els parlars). Ex: hemnes araneses en comptes de hemnas aranesas ("dones araneses").
- de u entre dues vocals en comptes de la grafia v que és més unitària i englobant (podent pronunciar-se [w/β] segons els parlars). Ex: auer en comptes de aver ("haver").

Segons la normativa occitana, en absolut, res no impedeix pas que l'aranès utilitzi les formes gràfiques més unitàries com ara -as i v.
La normativa de l'occità, aplicada a l'aranès i a alguns parlars gascons veïns, nota certes peculiaritats morfològiques com ara els plurals sensibles masculins en -i (es aranesi, "els aranesos") i els articles pirinencs (eth, era, es "el, la, els, les") entre més coses.

### Llei del 2010
El 2010, el Parlament de Catalunya feu un pas endavant en el reconeixement i la protecció de l'occità, llengua de comunicació pròpia de l'Aran, a Catalunya amb l'aprovació de la llei 35/2010, d'1 d'octubre, de l'occità, aranès a l'Aran. El sentit d'aquesta intervenció legislativa fou coherent amb els valors i els objectius de defensa de la pluralitat de llengües que han inspirat la política lingüística catalana. Alhora, mitjançant la promoció d'aquests mateixos valors i objectius en els àmbits espanyol i europeu, el Parlament vol contribuir a la salvaguarda i la difusió del patrimoni lingüístic occità compartit amb altres territoris.
El Govern espanyol, concretament per impuls del Partit Popular i Ciutadans, es va oposar a la preferència donada a l'aranès per aquesta llei recorrent als articles 2.3, 5.4, 5.7 i 6.5 per a presentar un recurs al Tribunal Constitucional d'Espanya, que l'admeté a tràmit. Per la sentència 11/2018, de 8 de febrer de 2018, el Tribunal Constitucional espanyol anul·là el caràcter preferent de l'aranès a Aran.

## Hispanització i interferència lingüística
En raó de la pertinença de l'Aran a l'Estat espanyol, l'aranès és sotmès a influències pesants alhora de la llengua catalana (catalanismes d'una certa antiguitat com capelhan per "caperan", creu per crotz, airèva per eiretèra, o més recents com castelhan per castelan...) i després castellana (catanyol).
Uns exemples de frases incorrectes corregides:
- Necessiti préner era baisha deth trabalh pr'amor que m'è trincat eth tobilho: È de besonh préner era abséncia deth trabalh pr'amor que m'è trincat eth cauilhar.

- Quina mantequilha mes bona, t'aurà costat fòrça dinèrs! : Quin boder tant bon, te deu auer costat fòrça sòus!

- Ager pera net mingèrem freses damb nata: Jasser/jesser/delanet/delàger ara net mingèrem ahragues damb pinta.

- Trè era basura e dempús límpia eth cubo : Trè era lordèra e dempús límpia eth farrat.

- A lo milhor vam tath parc a veir un jabalí e un urogalho qu'arribèren abans d'ager: Dilhèu vam tath parc a veir a un senglar e un paom qu'arribèren delàger.

L'aranès ha incorporat en aquestes darreres dècades, tot sovint via els mitjans de comunicació, una allau de neologismes "hispànics" gens recomanables al seu vocabulari usual com:
abantes per abans, aborrir per engüeshar (aborrir vol dir odiar, detestar), aborrit per engüeshant, actuar per agir, ajuntament per crasta (lloc), alien per estranh, estrangèr, allau per lau, laveg/laueg, lauet, amelha per amètla, arregrair per (ar)regraciar, (ar)remerciar, mercejar, casualitat (per ) per azard, escadença, berberecho, cita per citacion, coche per carri, veitura, com que per coma, cuedar per sonhar, suenhar, prene cura, curar per guarir, des de per dempús de; de .... estant (locatiu) ; a partir de, a compdar de, de... ençà (temporal), i figuratiu: * des deth Conselh Generau (o encara pitjor * deth Conselh Generau ençà, después per dempús, destin (en significat de 'destinacion'), divertit per divertissent o divertidor, documentau per documentari, Edat Mièja per Edat Mejana, empresa per entrepresa, equivocar-se per enganar-se, escuélher per alistar, trigar/causir, estrelha per estel, estela, evolucionar per evoluir, evoluar, foment per sostien, fòrum per fòrom, garbanço per cede becut, gestionar per gerir, (h)asta per denquia, enquia; quitament; tanben, a mès, hè(r) gràcia per hè(r) gau, herramenta per airina, hita per hèta (cat. 'feta'. 'fita' és un molló), impartir per hè(r), increment per aumentacion, inici per començament, començança, iniciar per començar, entamenar, laborau per professionau, lauaderia per lauaria, marc per quadre, matrícula, per inscripcion, matricular-se per inscriure's, nautada per hauçada, hautor, non... senon... per non... mès, oficina per burèu, ofici, otèl per ostalaria/ostaleria, pernil per camalhon, plantejar per propausar, pausar, suscitar, pòble per vilatge, pregunta per demanda, question, pregontar per deman(d)ar, qüestionar, interrogar, prepausa per proposicion, ús de pròpi(a) per madeish(a) (* era pròpia escòla... : era madeisha escòla). quedar per estar, restar, reflexionar per perpensar, calcular, chifrar, rèpte per desafiament, desfís, resèrva per reservacion, sentit n. per sens, significat, se somar per s'ahíger, sollicitud per demanda (si bé és un terme panromànic), suggeriment per suggestion, suposar per representar, implicar, subralhar per sotalinhar, tarja per carta, termini per tèrme, ubicacion per lòc, localizacion, situacion, posicion, talhèr per obrador/obrader, tortilha per pascada, pescajon, troita/trueita, tram per tròç, partida, segment, trasladar(-se) per mudar(-se), traslat per mudança, mudada, vasso per veire o gòt), etc.
També cal notar la remuntada d'accent incorrecta que calca el català o l'espanyol: *íntim per intim, *tècnica per tecnica, *fòssil per fossil, *mamífer per mamifèr, excellentíssim per excellentissim, etc; la confusió entre el grafema i la grafia occitana i catalana O / U ([u] i [ü] respectivament en occità) : *coltura (*[kultüra] o *[kultura]) en comptes de cultura (*[kültüra]), cors (*[kürs]) en lloc de [kurs], *dubte per dobte ([dutte])...
Cada cop és més notable la introducció del present continu en comptes del present d'indicatiu. Aquest ús afavoreix l'empre de construccions aspectuals amb gerundi inusuals en occità: "se va *entregant", "va recorrent" o "va *quedant". També cal esmentar l'ús totalment nou de la tercera persona de respecte en lloc de la segona de plural.
També s'ha creat calcs grossers com "*prebotjar" (de 'pre+botjar', partint de 'botjar' = moure), que pren el significat del mot català "promoure", i també es fa sinònim de "provocar", quan en aranès el mot autèntic és "promòir" (o gascó "promàver") i "provocar" (mot panromànic), auviatge per patrimòni (hipercorrecció: auviatge = possessions o heretats urbanes; casa amb les seves dependències: borda, corral, estable, etc), * conhidança per hidança o confiança, *propèr per pròishe (gascó) o pròche (lengadocian), *trimesadèr per trimèstre, *pròplèu per venent...
O s'atribueix significants i giraments fins ara inexistents a mots per equivalència: de demorar ('esperar'), se'n fa l'equivalent del castellà quedar en els seus usos figurats (demoram ara vòsta dispausicion).
Un problema similar ocorre amb l'occità de l'estat francès que rep una llau de gal·licismes (que també afecten l'aranès: apuprètz mès o mens, caièr quasèrn, cimentur paredèr, piri pejor, mès dolent, sanglièr singlar, totafèt complètaments, etc), i l'occità de les Valls Occitanes (estat italià) que rep una munió d'italianismes.
Hi ha casos en què el manlleu és necessari o indispensable: nuança (del francès) o matís (de l'espanyol), amb preferència pel primer, que ha passat a pràcticament totes les llengües d'Europa, fins en rus i tot.
Alguns termes aranesos han caigut en desús com el noms de mesos auents o noeme, en benefici de les formes generals gascones deseme i noveme.
En morfosintaxi és prou corrent que lo reemplaci çò, amb manteniment o no de la preposició que el segueix correntment.
En les oracions de relatiu, s'ha escampat la construcció castellana amb preposició, article i relatiu:
- tres alcòves separades *enes que i cabie un lhet en cada ua : tres alcòves separades que i cabie un lhet en cada ua, tres alcòves separades a on i cabie un lhet en cada ua.
- venguie era saleta-minjador, *dera que auem parlat adès : venguie era saleta-minjador, que n'auem parlat adès.

## Textos d'exemple

### Pare Nostre
Versió aranesa oficial del Pare Nostre:
| « | Pair nòste qu'ès en cèu, sigue santificat eth tòn Nòm; vengue a nosati eth tòn Règne; que se hèsque era tua volontat/volentat, atau ena tèrra coma en cèu. Eth pan nòste de cada dia da-lo-mos/da-mos-lo aué; e perdona es nòstes fautes, atau coma nosati perdonam es/as que/qui mos an fautat; e non mos deishes quèir ena temptacion; e desliura-mos deth Mau Amèn. | » |